# Municipio de Michigan (condado de Clinton)
El municipio de Michigan (en inglés: Michigan Township) es un municipio ubicado en el condado de Clinton en el estado estadounidense de Indiana. En el año 2010 tenía una población de 1649 habitantes y una densidad poblacional de 17,77 personas por km².

## Geografía
El municipio de Michigan se encuentra ubicado en las coordenadas 40°18′47″N 86°24′22″O / 40.31306, -86.40611. Según la Oficina del Censo de los Estados Unidos, el municipio tiene una superficie total de 92.77 km², de la cual 92,77 km² corresponden a tierra firme y (0 %) 0 km² es agua.

## Demografía
Según el censo de 2010, había 1649 personas residiendo en el municipio de Michigan. La densidad de población era de 17,77 hab./km². De los 1649 habitantes, el municipio de Michigan estaba compuesto por el 99,09 % blancos, el 0,18 % eran afroamericanos, el 0,06 % eran amerindios, el 0,3 % eran asiáticos, el 0,12 % eran de otras razas y el 0,24 % eran de una mezcla de razas. Del total de la población el 0,97 % eran hispanos o latinos de cualquier raza.